# Bwela jezik
Bwela jezik (ISO 639-3: bwl; buela, lingi), nigersko-kongoanski jezik uže sjeverozapadne bantu skupine u zoni C, kojim govori oko 8 400 ljudi (2002) iz plemena Buela u DR Kongu.
Podklasificiran je podskupini Ngombe (C.50). 

## Vanjske poveznice
- Ethnologue (14th)
- Ethnologue (15th)